# Holmasjön (Tolgs socken, Småland)
Holmasjön är en sjö i Vetlanda kommun och Växjö kommun i Småland och ingår i Mörrumsåns huvudavrinningsområde. Sjön är 16 meter djup, har en yta på 0,904 kvadratkilometer och är belägen 217 meter över havet. Vid provfiske har bland annat abborre, gädda, mört och sik fångats i sjön.

## Delavrinningsområde
Holmasjön ingår i det delavrinningsområde (633023-144553) som SMHI kallar för Utloppet av Övrasjö. Medelhöjden är 200 meter över havet och ytan är 45,89 kvadratkilometer. Räknas de 24 avrinningsområdena uppströms in blir den ackumulerade arean 591,55 kvadratkilometer. Avrinningsområdets utflöde Mörrumsån (Åbyån) mynnar i havet. Avrinningsområdet består mestadels av skog (66 procent). Avrinningsområdet har 5,95 kvadratkilometer vattenytor vilket ger det en sjöprocent på 13 procent.

## Fisk
Vid provfiske har följande fisk fångats i sjön:
- Abborre
- Gädda
- Mört
- Sik
- Siklöja